# Bastardi in salsa rossa
Bastardi in salsa rossa (Rusty Puppy) è un romanzo noir dello scrittore texano Joe R. Lansdale, pubblicato nel 2017 negli Stati Uniti e in Italia.
È il decimo romanzo che ha come protagonisti Hap Collins e Leonard Pine. Il titolo inglese (traducibile come "cucciolo arrugginito") viene da un'espressione usata da un personaggio, che la usa per definire i corpi senza vita dei cani che galleggiano in una pozza d'acqua e segatura.

## Trama
(Bastardi in salsa rossa, Joe R. Lansdale)
Louise Elton, una grossa donna di colore di mezza età, si rivolge all'agenzia investigativa di Brett Sawyer perché indaghi sulla morte di suo figlio Jamar, nella quale sospetta che abbia avuto un ruolo la polizia. Brett è assente, rimasta a casa in compagnia di Chance, la figlia del compagno Hap, anch'essa influenzata. Hap accoglie Louise accettando l'incarico e, in assenza dell'amico e collega Leonard, inizia le indagini andando ad ascoltare la versione sull'accaduto di un testimone, Timpson Weed, che abita nelle case popolari di Camp Rapture, un ghetto nero. Reba, una ragazzina che Hap soprannomina "il vampiro di quattrocento anni" per il tono venale e sfrontato con il quale gli si rivolge, gli indica l'abitazione di Timpson, il quale gli fissa un appuntamento per la sera in un pub chiamato il "Locale". Allontanandosi dal caseggiato, Hap deve affrontare una banda di giovani teppisti che l'avevano tenuto d'occhio e solo grazie all'arrivo di Leonard riesce ad uscirne indenne.
Tornati all'agenzia, Hap condivide con Leonard le sue informazioni. La sorella di Jamar, Charm aveva avuto delle noie con dei poliziotti bianchi di Camp Rapture, ricevendo la solidarietà dell'agente Manuela Martínez, detta Manny, che per questo era stata licenziata. La sera, al Locale, Timpson racconta ad Hap e Leonard di aver visto dei poliziotti picchiare a morte Jamar vicino a casa sua; Leonard ha poi un alterco col barista, e per ripicca gli urina davanti al bancone.
A LaBorde, Hap torna a casa dalla sua compagna Brett, ancora con la febbre alta, e le parla del caso. Con lei c'è Chance, la figlia che l'uomo ha da poco scoperto di avere. Hap e Leonard incontrano poi Manuela Martínez, al momento disoccupata, che racconta loro altri dettagli su Charm Elton. Per motivi di studio era andata a fotografare una segheria in disuso dove la polizia di Camp Rapture organizzava combattimenti clandestini tra cani; quelli che morivano o non erano considerati buoni combattenti venivano gettati in una pozza dove, tra le emulsioni d'acqua e segatura, assumevano l'aspetto di "cuccioli arrugginiti". Lì venivano fatti sparire anche i cadaveri di criminali uccisi in circostanze imbarazzanti per le forze dell'ordine della città.
Charm Elton racconta ad Hap e Leonard che i due agenti di Camp Rapture che l'hanno angariata si chiamano Coldpoint e Sheerfault: il primo è il capo della polizia, il secondo un ex kickboxer che ha sconfitto Leonard sul ring anni prima. I due amici si recano allora alla segheria per indagare e, al momento di andarsene, incontrano Coldpoint, Sheerfault e un terzo uomo chiamato Bobo. Dubbiosi sulla versione di Timpson, tornano a casa dell'uomo per interrogarlo ancora, ma dalla compagna apprendono che è morto. Manny racconta loro che anche Timpson era un poco di buono e che aveva comunicato alla polizia la morte di Jamar tramite il suo avvocato Tom Barker, un uomo grasso che alle domande di Hap e Leonard si mostra reticente. Reba, che di nascosto tempo prima era riuscita ad ascoltare i discorsi di Barker e Weed, in cambio di denaro racconta ad Hap e a Leonard che Timpson voleva ricattare la polizia sfruttando l'omicidio di Jamar, minacciando di farla accusare di brutalità verso le minoranze di colore.
Hap e Leonard, mentre si aggirano ancora per Camp Rapture, sono sorpresi da Coldpoint, Sheerfault e Bobo, che li costringono a seguirli alla segheria. Lì è stata allestita, in modo non ufficiale, una palestra per la boxe, che secondo Coldpoint sopperirebbe alla carenza d'impianti sportivi in città e che sarebbe da lui gestita con intenti filantropici. Leonard chiede a Sheerfault la rivincita per l'incontro perso contro di lui anni addietro e riesce a metterlo al tappeto. Hap e Leonard tornano poi da Barker che, messo alle strette, gli fornisce maggiori informazioni: Jamar praticava il pugilato ed era molto bravo, ma non era interessato a passare al professionismo, mentre gli organizzatori volevano invece che combattesse per loro. Per tentare di convincerlo avevano iniziato a infastidirgli la sorella. Per tutelarla, Jamar si era messo a filmarli, finché questi non avevano deciso di dargli una lezione: era stato organizzato un incontro clandestino cui Jamar era stato costretto a prendere parte. Timpson aveva lasciato il ragazzo esanime in balia dei poliziotti che l'avevano ucciso a calci. Leonard capisce che Barker ha tradito il suo cliente "vendendolo" ai poliziotti corrotti e lo aggredisce. I due investigatori tornano a LaBorde e, temendo ritorsioni da parte della banda di Coldpoint, si asserragliano nell'agenzia, non prima di aver telefonato a Brett e a Chance chiedendo loro di nascondersi lontano da casa. Avvisata dai due, giunge anche Manny, che si incarica di portare lontano la signora Elton con la figlia.
Marvin Hanson, amico di Hap e Leonard e capo della polizia di LaBorde, interviene portando tutto il gruppo alla stazione di polizia. Qui Leonard conosce un prestante agente di nome Carroll, con il quale inizia a flirtare. Poco dopo arrivano alla stazione i tre agenti corrotti di Camp Rapture, che accusano Hap e Leonard di aver ucciso l'avvocato Barker, anche se un indizio sembra piuttosto incolpare Sheerfault. Dopo aver messo Hap e Leonard ben in guardia, Hanson li rilascia, ma davanti all'agenzia essi sono attesi da due neri: questi li invitano minacciosamente a salire in auto con loro, ma hanno la peggio e confessano di essere stati mandati da Roscoe Washington, il barista del Locale, che voleva vendicarsi per lo sgarbo subito.
Da Marvin, Hap e Leonard apprendono che la loro informatrice, Reba, è stata picchiata e stuprata, ed è ricoverata in ospedale. Tornano perciò a Camp Rapture per incastrare Coldpoint e far cessare la sua attività, filmando i suoi incontri clandestini e diffondendo le videoregistrazioni. Sono però colti sul fatto dalla banda e costretti a combattere tra di loro sul ring all'ultimo sangue. L'incontro è interrotto dall'arrivo dei Texas Ranger; nel fuggi-fuggi generale Hap bracca Coldpoint e riesce a fermarlo, mentre Sheerfault scivola con l'auto nello stagno nero e sprofonda. Bobo affoga nel tentativo di salvarlo.
La conclusione dell'avventura è celebrata con un barbecue a casa di Brett, al quale partecipano anche Reba e l'agente Carroll, con il quale Leonard ha iniziato una storia d'amore, dopo la rottura con lo storico fidanzato John. Brett rivela a Hap che la figlia Chance, impiegata part time in un piccolo giornale, è stata licenziata a causa della prolungata assenza per malattia e che ha espresso la volontà di lavorare con loro nell'agenzia investigativa.

## Edizioni
- Joe R. Lansdale, Bastardi in salsa rossa, collana Stile Libero Big, traduzione di Luca Briasco, Torino, Einaudi, 2017, ISBN 978-88-06-23529-1.
- Joe R. Lansdale, Bastardi in salsa rossa, collana Super ET, traduzione di Luca Briasco, Torino, Einaudi, 2019, ISBN 978-88-06-24044-8.